# فلم بدون عنوان
فيلم بدون عنوان (بالألمانية: Film ohne Titel ) هو فيلم كوميدي ألماني صدر في عام 1948 من إخراج رودولف يوجرت وبطولة هانز سونكر وهيلديجارد كنف وإيرين ميندورف .  تم إنتاجه في استوديوهات بافاريا في منطقة الاحتلال الأمريكية في ألمانيا النازية.

## تمثيل
- هانز سونكر بدور مارتن ديليوس
- هيلديجارد كنف بدور كريستين فليمنج
- إيرين فون ميندورف بدور أنجيليكا روش
- إريك بونتو بدور هير شيشثولز
- كارل هانز أوغست فوشيراو بدور باور فليمينغ
- كارستا لوك بدور السيدة بليوود
- فريتز فاغنر بدور يوخن فليمينج
- كات بونتو بدور هيلين
- ويلي فريتش بنفس اسمه (ممثل)
- فريتز أوديمار كاتب السيناريو
- بيتر هامل بنفس اسمه (مخرج)
- آن ماري هولتز بدور فيكتوريا لويس وينكلر
- هيلديجارد جريث بدور بورين فليمينج
- مارغريت هاغن بدور إيما
- فيرنر فينك بدور هوبرت
- نيكولاس كولين بدور كامينسكي
- هانيس براكبوش بدور المستشار السري بوشمان
- بوم كروجر بدور دانكي
- أوغست هانسن كلاينميشيل بدور السيدة كوانتانت
- ليلو هاور بدور إيريكا كوانت
- رودولف هيلتن بدور جونمان
- إيلي كليب بدور فراو ويندورف
- بيرثا بيكارد بدور السيدة بوشمانز
- والتر بوز بدور هيمكهرر
- أرنولد ريش بدور الشرطي

## روابط خارجية
- مقالات تستعمل روابط فنية بلا صلة مع ويكي بيانات